# Joseph von Radowitz (1797-1853)
Pour les articles homonymes, voir Joseph von Radowitz.
Joseph Maria Ernst Christian Wilhelm von Radowitz (1797-1853) est un général et un homme d'État conservateur prussien, célèbre pour sa volonté d'unifier l'Allemagne sous la direction de la Prusse par un accord négocié entre les princes régnants allemands.

## Biographie
Issu d'une famille noble (de) catholique, Radowitz naît le 6 février 1797 à Blankenburg, dans le Harz, dans la principauté de Brunswick-Wolfenbüttel, sa famille étant d'origine hongroise. Il reçoit une éducation militaire en France et combat dans l'armée de Napoléon. Comme jeune lieutenant dans l'artillerie westphalienne, il est blessé et fait prisonnier à la bataille de Leipzig (1813), puis entre au service du Hanovre et, en 1823, de la Prusse. Sa promotion est rapide et, en 1830, il devient chef du personnel général de l'artillerie.
En 1836, Radowitz devient militaire plénipotentiaire de la Prusse à la Diète fédérale de Francfort et, en 1842, est nommé à la cour de Karlsruhe, Darmstadt et Nassau. Il devient bientôt un ami intime du prince héritier (futur roi Frédéric-Guillaume IV), et la constitution prussienne de février 1847 est une tentative pour réaliser les idées qu'il a exprimées dans son Gespräche aus den Gegenwart der Staat und Kirche, publié sous le pseudonyme « Waldheim » en 1846.
En novembre 1847 et en mars 1848, Radowitz est envoyé par le roi Frédéric-Guillaume à Vienne pour tenter d'arranger une action commune pour la reconstruction de la Confédération allemande. Au parlement de Francfort, il est chef de la droite conservatrice et, après sa démission, il est un défenseur de la politique d'union de la Prusse, qu'il défend au parlement prussien et à l'union d'Erfurt. Il est pratiquement responsable de la politique étrangère de la Prusse dès mai 1848 et, le 27 septembre 1851, il est nommé ministre des Affaires étrangères. Il démissionne, cependant, dès le 2 novembre, devant le refus du roi de régler le conflit avec l'Autriche par un appel aux armes. En août 1852, il est nommé inspecteur général de l'instruction et de la formation militaires, mais consacre principalement le restant de sa vie à des travaux littéraires.
Il meurt le 25 décembre 1853 .

## Famille
Radowitz se marie le 23 mai 1828 à Berlin avec Maria Auguste Karoline Luise, comtesse von Voß (de) de la maison Groß-Gievitz (née le 27 avril 1807 à Berlin et morte le 1er octobre 1889 dans la même ville). Les enfants suivants sont nés de ce mariage :
- Marie Luise Auguste Mathilde Christiane Gerhardine Albertine (née le 13 avril 1829 à Berlin)
- Julius Felix Joseph Maria Friedrich August Karl Wilhelm (né le 5 décembre 1830 à Berlin et mort le 26 avril 1834 dans la même ville)
- Clemens Maria Ludwig Georg Hermann Leopold Alexis (de) (1832-1890), lieutenant-général prussien
- Paul Maria Ludwig Eugen (né le 15 juin 1835 à Berlin)
- Joseph Maria (1839-1912), ambassadeur allemand à Madrid

## Publications
Radowitz a publié plusieurs traités politiques, Ikonographie der Heiligen, im Beitrag zur Kunstgeschichte (Berlin, 1834) et Devisen und Mottos des spätern Mittelalters (Berlin, 1850). Son Gesammelte Schriften paraît en cinq volumes à Berlin (1852-53).